# Huarango (distrito)
Huarango é um distrito do Peru, departamento de Cajamarca, localizada na província de San Ignacio.

## Transporte
O distrito de Huarango não é servido pelo sistema de estradas terrestres do Peru.